# Petrovitzius tesari
Petrovitzius tesari är en skalbaggsart som beskrevs av Rakovic 1979. Petrovitzius tesari ingår i släktet Petrovitzius och familjen Aphodiidae. Inga underarter finns listade i Catalogue of Life.